# Fernando Gabriel Silva Andrade
Fernando Gabriel Silva Andrade (sinh ngày 7 tháng 11 năm 1996 ở Santa Maria da Feira) hay Nandinho, là một cầu thủ bóng đá người Bồ Đào Nha thi đấu ở vị trí hậu vệ trái cho Marítimo B.

## Sự nghiệp bóng đá
Vào ngày 2 tháng 8 năm 2015, Nandinho có màn ra mắt cho Feirense trong trận đấu tại Cúp Liên đoàn bóng đá Bồ Đào Nha 2015–16 trước Sporting Covilhã.